# أفضل ألف ألبوم على الإطلاق
أفضل 1000 ألبوم على الإطلاق هو كتاب من تأليف كولين لاركن، مؤلف ومحرر موسوعة الموسيقى الشعبية. تم نشر الكتاب لأول مرة من قبل شركة جينيس للنشر في عام 1994. والقائمة المقدمة هي نتيجة أكثر من 200000 صوت أدلى بها الجمهور في محلات التسجيلات والجامعات والمدارس والمعرض الفرنسي لتجارة الموسيقى MIDEM - مرتبة بالترتيب. كل إدخال للألبوم مصحوب بتعليق توضيحي بمراجعة من 100 كلمة وتفاصيل عن إنشائه وملاحظات حول الفرقة أو الفنان الذي قام بتسجيله.

## خلفية
في عام 1987، طلب مقدم البرامج الإذاعية بول غامباتشيني ما يقرب من 80 ناقداً ومنسقاً للموسيقى من المملكة المتحدة والولايات المتحدة لإدراج أكبر عشرة ألبومات لهم في كل العصور. من هذه القوائم ، قام بتجميع "أفضل 100 ألبوم" والتي تم نشرها لاحقًا بواسطة بافيليون بوكس Pavilion Books عام 1987. في عام 1993 ، اتصلت صحيفة Today التي تم إيقافها الآن بلاركن لتحديث هذه القائمة ، والتي تم نشرها في الصحيفة. نتيجة لذلك ، اقترح لاركن فكرة كتاب "أفضل 1000 ألبوم" على ناشره. على عكس قائمة غامباتشيني ، أراد لاركن تجميع قائمة من الأصوات التي أدلى بها "رأي أوسع" ، وبما يتماشى مع الأنواع المستخدمة في موسوعة الموسيقى الشعبية. شرع لاركن في اقتراع عدة آلاف من الأشخاص عبر استمارة تصويت مطبوعة ، وتركها في متاجر التسجيلات وإرسالها إلى المدارس والجامعات. وكانت النتيجة أول إصدار لأفضل 1000 ألبوم على الإطلاق في عام 1994.
في عام 1998، تم نشر الطبعة الثانية من قبل فيرجن للكتب باستخدام الأصوات المستمرة التي تم تلقيها على مدى السنوات الأربع الماضية. نتيجة للدعاية التي حصلت عليها الموسوعة والطبعة الأولى، تمكن لاركن من طلب الأصوات أثناء البث الإذاعي العديدة لهيئة الإذاعة البريطانية بي بي سي، التي أصبحت الآن بي بي سي لندن 94.9. حصل على 100000 صوت، وباعت الطبعة الثانية 38000 نسخة. في عام 1999، نشرت فيرجن إصدارًا صغيرًا للجيب ، تلتها طبعة ثالثة نُشرت في عام 2000 ، وفي ذلك الوقت كان الاستطلاع الجاري قد وصل إلى أكثر من 200000 صوت. في سبتمبر 2000 ، أفادت بي بي سي نيوز عن معركة "وجهاً لوجه" بين فرقة البيتلز وراديوهيد ، الفريقان اللذان احتلوا المراكز الأربعة الأولى في القائمة.

## الطبعات
- لاركن ، كولين ، أد. (1994). أفضل 1000 ألبوم على الإطلاق (الطبعة الأولى). لندن: غينيس للنشر. ISBN 0-85112-786-X - عبر أرشيف الإنترنت.
- لاركن ، كولين ، أد. (1998). أفضل 1000 ألبوم على الإطلاق (الطبعة الثانية). لندن: فيرجن بوكس. ISBN 0-7535-0258-5 - عبر أرشيف الإنترنت.
- لاركن ، كولين ، أد. (1999). أفضل 1000 ألبوم على الإطلاق (الإصدار الثاني ، إصدار الجيب). لندن: فيرجن بوكس. ISBN 0-7535-0354-9 - عبر أرشيف الإنترنت.
- لاركن ، كولين ، أد. (2000). أفضل 1000 ألبوم على الإطلاق (الطبعة الثالثة). لندن: فيرجن بوكس. ردمك 0-7535-0493-6.

## أنظر أيضاً
- ألبوم